# Muirileguatia acuminata
Muirileguatia acuminata är en insektsart som beskrevs av Williams 1976. Muirileguatia acuminata ingår i släktet Muirileguatia och familjen Derbidae. Inga underarter finns listade i Catalogue of Life.